# Uniwersytecki Szpital Kliniczny w Olsztynie
Uniwersytecki Szpital Kliniczny w Olsztynie (do 1 lipca 2012 Szpital uniwersytecki z Przychodnią SP ZoZ UWM) – jedyny szpital kliniczny Wydziału Nauk Medycznych UWM, utworzony w 2009 roku na bazie 103 Szpitala Wojskowego. Na terenie szpitala znajdują się, oprócz oddziałów szpitalnych i poradni specjalistycznych, budynki dydaktyczne tj. Collegium Anatomicum, Katedra Fizjologii Człowieka oraz Katedra Histologii i Embriologii Człowieka.
Obecnie na terenie szpitala trwa rozbiórka pawilonów wybudowanych po II wojnie światowej oraz przebudowa budynków powstałych jeszcze w XIX wieku, ponieważ widnieją one w rejestrze zabytków i z tego względu nie mogą zostać wyburzone. Modernizacja obejmie także budynek przeznaczony na rezonans magnetyczny. Głównym zadaniem prac jest budowa nowego budynku szpitala. Planowane są rozbiórki, a także modernizacja terenu, która pozwoli na postawienie budynku o łącznej powierzchni ponad 6 tys. m². Będą się w nim znajdowały oddział neurologiczny, chirurgii ogólnej, laryngologiczny i endoskopii, blok operacyjny, oddział intensywnej terapii oraz sale dydaktyczne dla studentów. Powstanie także bunkier CyberKnife. Nowy budynek architektonicznie będzie nawiązywał do dawnego szpitala oraz otaczających go pawilonów. Dlatego wszystkie charakterystyczne elementy, jak drewniana stolarka okienna, zostaną uwzględnione podczas budowy.

## Kalendarium[2]
- 1885 – założenie Szpitala Garnizonowego
- Okres po II wojnie światowej – funkcjonowanie jako 103 Szpital Wojskowy Ministerstwa Obrony Narodowej
- 1998 – 103 Szpital Wojskowy z Przychodnią SP ZOZ
- 2009, 1 maja – przejęcie szpitala przez UWM
- 2012, 1 lipca – szpital zostaje przemianowany na Uniwersytecki Szpital Kliniczny
- 2013, 18 października – zakończenie I etapu modernizacji zabytkowej części oraz otwarcie nowego skrzydła szpitala

## Dyrektorzy szpitala
- Tadeusz Myśliwiec (2004–2010)[3]
- Leszek Dudziński (2010–2016)
- Tadeusz Myśliwiec (2016–2017)
- Andrzej Włodarczyk (2017–2018)
- Radosław Borysiuk (2018 – obecnie)

## Oddziały Szpitalne
- Zakład Rehabilitacji Leczniczej „Budzik dla dorosłych”
- Klinika Chirurgii Onkologicznej i Ogólnej
- Klinika Otolaryngologii, Chorób Głowy i Szyi
- Klinika Neurochirurgii
- II Oddział Kliniczny Anestezjologii i Intensywnej Terapii
- Klinika Kardiologii i Chorób Wewnętrznych
- Oddział Kliniczny Neurologii
- Oddział Chirurgii Szczękowo-Twarzowej
- Oddział Kliniczny Rehabilitacji Neurologicznej
- Oddział Kliniczny Rehabilitacji Ogólnoustrojowej
- Ośrodek Rehabilitacji Dziennej

## Poradnie specjalistyczne i zakłady
- Poradnia Chirurgii Ogólnej
- Poradnia Neurochirurgiczna
- Poradnia Chirurgii Urazowej i Ortopedii
- Poradnia Otolaryngologiczna
- Poradnia Okulistyczna
- Poradnia Dermatologiczna
- Poradnia Kardiologiczna
- Poradnia Gastroenterologiczna
- Poradnia Endokrynologiczna
- Poradnia Reumatologiczna
- Poradnia Neurologiczna
- Poradnia Ginekologiczno - Położnicza
- Poradnia Padaczki
- Poradnia Zdrowia Psychicznego
- Poradnia Rehabilitacyjna z Zakładem Rehabilitacyjnym
- Zakład Fizjoterapii
- Poradnia Podstawowej Opieki Zdrowotnej